# 주세페 베르고미
주세페 베르고미, OMRI 장교장(이탈리아어: Giuseppe Bergomi dʒuˈzɛppe ˈbɛrɡomi[*], 1963년 12월 22일, 롬바르디아 주 밀라노 ~ )는 이탈리아의 전 프로 축구 선수로, 현역 시절 전부를 인테르나치오날레에서 보냈다. 그는 이탈리아의 손꼽히는 역대 최고의 수비수로 평가되며, 당대 최고의 선수로 손꼽히며, 펠레는 2004년에 그의 이름을 FIFA 100 명단에 등재했다.
한 구단에서만 활약한 베르고미는 구단 최다 출장 기록을 몇 년 동안 보유했고, 오랜 기간 선수단 주장으로도 역임했다. 그는 지지자들로부터 삼촌(Lo zio)이라는 별칭으로도 불렸다. 이 별명은 그가 유망주 시절부터 풍성한 눈썹과 인상적인 콧수염이 두드러진 데에서 유래했다.
베르고미는 스카이 스포츠 이탈리아에서 평론가로 활동하며, 파비오 카레사와 함께 세리에 A를 자주 공동 중계했다.

## 클럽 경력
밀라노 출신인 베르고미는 16세 때부터 인테르나치오날레의 1군 훈련에 합류했고, 1980-81 시즌에 프로 무대 신고식을 치렀다. 이듬해에는 코파 이탈리아 우승을 거두었고, 유러피언컵에서는 준결승전까지 올라갔으며, 본인은 이 시기에 꾸준한 활약을 펼치며 이탈리아 성인 국가대표팀에 발탁되었다.
베르고미는 이후 인테르나치오날레에서 현역 시절 전부를 보냈고, 이후 선수단 주장도 역임했다. 그는 세리에 A에서 20년을 보냈는데, 불행히도 그의 활동 시기는 밀란의 전성기에 묻혔고, 방패(Scudetto)를 단 적은 대기록을 세운 1988-89 시즌 1번 뿐이었다.(한편, 베르고미는 UEFA컵을 3번 우승했고, 1997년에는 준우승의 성적을 거두었다.). 그는 한때 이탈리아의 유럽대항전 최다 출전 기록과 마돈니나 더비 최다 출전 기록을 세웠는데, 이는 훗날 파올로 말디니가 경신했다.
베르고미는 1999년에 거의 36세가 되어서 은퇴했는데, 이 시기에 그는 최다 출장 기록을 세웠고, 이는 2011년 9월 말에 하비에르 사네티가 경신했다. 96번의 경기에 출전한 그는 현재 UEFA컵 역대 최다 출전 기록을 세웠고, 2004년 3월에 펠레는 그를 살아있는 125명의 가장 위대한 축구 선수 명단에 등재했다.

## 국가대표팀 경력
베르고미는 이탈리아 국가대표팀 일원으로 1982년 월드컵 우승을 거두었다. 그는 1986년 월드컵과 1990년 월드컵에도 참가했고(후자의 대회에서는 주장을 맡았다), 1990년 대회에서는 준결승전에 올랐고, 대회의 선수단 일원으로 선정되었다. 인테르나치오날레의 동료인 주세페 바레시와 그의 동생이자 밀란의 프란코, 그리고 안토니오 카브리니, 클라우디오 젠틸레, 그리고 가에타노 시레아의 유벤투스 3인방과 함께, 그는 1980년대 대부분 기간 동안 국가대표팀 수비진의 척추를 구성했고, 그는 0-1로 패한 동독과의 1982년 4월 14일 친선경기에서 불과 18세 3개월의 나이로 국가대표팀 신고식을 치러 2차 세계 대전 이후로는 이탈리아 국가대표팀 최연소 출전 기록을 세웠다. 스페인에서 월드컵을 우승할 당시, 그는 3번의 경기에 출전했는데, 막판 두 경기는 90분을 전부 소화했고, 이 중 준결승전에서는 부상당한 풀비오 콜로바티의 공백을 무실점으로 훌륭하게 메웠다.
이탈리아는 1986년 대회에서 16강전에서 탈락했고, 베르고미는 이어 안방에서 열린 1990년 대회에서 주장을 맡아 3위의 성적을 냈고, 7번의 경기에 모두 출전해 5경기 연속 승리와 무실점에 일조했는데, 그 동안 이탈리아는 518분동안 골을 허용하지 않아 대회 최고의 수비력을 과시했다.
노르웨이와의 유로 1992 예선전에서 퇴장을 당한 후, 베르고미는 푸른 군단(Azzurri)에 몇 년 동안 차출되지 않다가 34세의 나이로 1998년 월드컵에 깜짝 발탁되었는데, 그는 흑청 군단(Nerazzurri) 소속으로 그 시즌 리그에서 28경기 출전했고, 통산 3번째이자 자신의 마지막 UEFA컵 우승에 일조했다. 그는 프랑스에서 개최한 대회에서 후보로 대기하다가 오스트리아와의 조별 리그 최종전에서 부상으로 중도 하차한 알레산드로 네스타와 교체되어 출전했다. 그는 남은 대회 기간 동안 파비오 칸나바로와 알레산드로 코스타쿠르타, 그리고 파올로 말디니와 함께 수비진을 구축해 이탈리아를 8강까지 올려놓았지만, 나중에 우승을 거두는 개최국 프랑스와의 경기에서 승부차기 끝에 패했다. 이 경기는 베르고미의 81번째 국가대표팀 경기이자 마지막 경기였고, 그는 국가대표팀에서 총 6골을 기록했다.
비록 4번의 월드컵 본선에 참가했지만, 베르고미가 월드컵 예선전 경기에 출전한 적은 없었다.

## 경기 방식
베르고미는 매우 다재다능한 수비수로, 수비진 어디에든 배치 가능하며 어느 배치 형태로든 호환 가능하다: 주 역할은 우측 수비수이지만, 좌측도 잘 맡았고, 중앙 수비수는 물론, 최후방 수비수로도 맹활약했는데, 최후방 수비수의 경우 소속 구단과 국가대표팀에서 모두 자주 맡았다. 빠르고, 운동신경이 살아있으며, 꾸준하며, 근면한 선수로, 공중 경합에서도 우세를 점했던 그는 수비적 역량과, 측면 수비수로서의 자질 외에도 힘, 체력, 그리고 측면으로 공격을 전개하는 특성, 그리고 득점과 도움으로 선수단의 공격 전개에 미치는 영향력도 있었으며, 이는 오른발이 좋고, 배급력, 그리고 문전 밖에서 강하게 쏠 수 있는 능력으로 가능한 일이었다. 그러나, 그보다도 가장 두드러지는 능력은 대인 방어에 통달해 상대를 "저지"하는데 있었고, 이후에는 지역 방어 체계에서도 두각을 나타냈다. 그는 견제와 예측력에도 도가 튼 것으로 높은 평가를 받았다.
다혈질적이고 거칠게 견제하는 수비수로, 현역 시절에 12번 퇴장당했지만, 베르고미는 스스로 신사적이고, 프로다우며, 자제력 있는 선수로 거듭나 동료, 상대, 그리고 감독들의 존중을 많이 받았다. 그는 현역 시절 동안 '과묵한 지도'를 한 것으로도 회자되고 있다. 그는 체격과 끈질긴 경기 방식으로 인해 2007년, 타임스 지는 그를 가장 거친 축구 선수 50인 목록의 9번째에 올려놓았다.
유소년부 시절부터 예사롭지 않은 재능을 보인 베르고미는, 이후 오랜 기간 선수 활동을 하며 꾸준함으로 통했다. 물론, 그는 경험, 전술적 지능, 그리고 위치 선정은 물론, 공을 잡을 때에의 평정심, 균형, 기술력, 후방에서 공을 갖고 전개하는 능력으로 말년에 최후방 수비수로서 능력을 발휘했고, 말년에 기동력과 힘적인 면에서 하락하는 와중에도 기량이 크게 노쇠하지 않았다.

## 은퇴 후 행보
축구 감독 면허를 취득한 베르고미는 2008년에 인테르나치오날레의 유소년 초심부(Esordienti)를 맡았다. 2009년 7월, 그는 몬차의 전국 육성부(Allievi Nazionali, U-17 선수단)를 지도했고, 유소년부(Berretti, U-19 선수단)의 감독으로 올라선 뒤, 그는 1년 뒤 주세페 키에파와 같이 협업했다.
2011년 7월, 베르고미는 몬차를 떠나 아탈란타의 같은 직위를 맡았다. 더 나아가, 그는 스카이 이탈리아 위성 텔레비전 채널에서 평론가 겸 해설가로서 파비오 카레사와 자주 경기를 중계했는데, 2006년 월드컵 우승 당시에도 해설활동을 했다.

## 사생활
베르고미는 다니엘라를 배우자로 맞이했다. 둘 사이에 안드레아와 사라 두 명의 자식을 두었다.
2020년 5월, 베르고미는 이탈리아에 코로나-19가 확산될 당시 코로나-19에 확진되었다가 회복했다고 밝혔다.

## 경력 통계

### 클럽
| 구단             | 시즌      | 세리에 A | 세리에 A | 국내 컵 | 국내 컵 | 유럽 | 유럽 | 합계 | 합계 |
| 구단             | 시즌      | 출장     | 골       | 출장    | 골      | 출장 | 골   | 출장 | 골   |
| ---------------- | --------- | -------- | -------- | ------- | ------- | ---- | ---- | ---- | ---- |
| 인테르나치오날레 | 1979–80   | 0        | 0        | 1       | 0       | –    | –    | 1    | 0    |
| 인테르나치오날레 | 1980–81   | 12       | 0        | –       | –       | 4    | 0    | 16   | 0    |
| 인테르나치오날레 | 1981–82   | 24       | 2        | 10      | 2       | 4    | 0    | 38   | 4    |
| 인테르나치오날레 | 1982–83   | 27       | 1        | 9       | 1       | 6    | 0    | 42   | 2    |
| 인테르나치오날레 | 1983–84   | 25       | 0        | 5       | 0       | 5    | 0    | 35   | 0    |
| 인테르나치오날레 | 1984–85   | 29       | 2        | 9       | 0       | 10   | 0    | 48   | 2    |
| 인테르나치오날레 | 1985–86   | 30       | 5        | 6       | 0       | 10   | 0    | 46   | 5    |
| 인테르나치오날레 | 1986–87   | 28       | 2        | 9       | 0       | 8    | 0    | 45   | 2    |
| 인테르나치오날레 | 1987–88   | 28       | 1        | 9       | 0       | 5    | 0    | 42   | 1    |
| 인테르나치오날레 | 1988–89   | 32       | 1        | 8       | 0       | 6    | 0    | 46   | 1    |
| 인테르나치오날레 | 1989–90   | 32       | 2        | 5       | 0       | 2    | 0    | 39   | 2    |
| 인테르나치오날레 | 1990–91   | 30       | 3        | 4       | 1       | 12   | 0    | 46   | 4    |
| 인테르나치오날레 | 1991–92   | 29       | 0        | 6       | 0       | 2    | 0    | 37   | 0    |
| 인테르나치오날레 | 1992–93   | 31       | 2        | 6       | 0       | –    | –    | 37   | 2    |
| 인테르나치오날레 | 1993–94   | 31       | 0        | 4       | 0       | 12   | 0    | 47   | 0    |
| 인테르나치오날레 | 1994–95   | 32       | 2        | 7       | 1       | 2    | 0    | 41   | 3    |
| 인테르나치오날레 | 1995–96   | 27       | 0        | 5       | 0       | 1    | 0    | 33   | 0    |
| 인테르나치오날레 | 1996–97   | 19       | 0        | 7       | 0       | 10   | 0    | 36   | 0    |
| 인테르나치오날레 | 1997–98   | 28       | 0        | 5       | 0       | 9    | 0    | 42   | 0    |
| 인테르나치오날레 | 1998–99   | 23       | 1        | 5       | 0       | 9    | 0    | 37   | 1    |
| 경력 합계        | 경력 합계 | 517      | 24       | 120     | 5       | 117  | 0    | 754  | 29   |

1. ↑  코파 이탈리아 및 수페르코파 이탈리아나 출장 경기 기록 포함

### 국가대표팀
| 국가대표팀 | 연도 | 출장 | 골 |
| ---------- | ---- | ---- | -- |
| 이탈리아   | 1982 | 6    | 0  |
| 이탈리아   | 1983 | 4    | 0  |
| 이탈리아   | 1984 | 9    | 0  |
| 이탈리아   | 1985 | 7    | 0  |
| 이탈리아   | 1986 | 8    | 2  |
| 이탈리아   | 1987 | 8    | 1  |
| 이탈리아   | 1988 | 11   | 2  |
| 이탈리아   | 1989 | 10   | 1  |
| 이탈리아   | 1990 | 12   | 0  |
| 이탈리아   | 1991 | 2    | 0  |
| 이탈리아   | ...  |      |    |
| 이탈리아   | 1998 | 4    | 0  |
| 합계       | 합계 | 81   | 6  |

## 수상
인테르나치오날레
- 세리에 A: 1988–89
- 코파 이탈리아: 1981–82
- 수페르코파 이탈리아나: 1989
- UEFA컵: 1990–91, 1993–94, 1997–98

이탈리아어
- 월드컵
  - 우승: 1982
  - 3위: 1990

개인
- 유럽 축구 선수권 대회의 선수단: 1988[18]
- 황금 해적상 (인테르나치오날레 올해의 선수): 1990[59]
- 가에타노 시레아 경력모범상: 1997[60]
- FIFA 100: 2004[6][61]
- 이탈리아 축구 명예의 전당: 2016[62]
- 인테르나치오날레 명예의 전당: 2020[63]

상훈
-  이탈리아 공화국 공로장 4등급 / 장교장: 1991